# 蒯贺荪
蒯贺荪（1806年—1875年），字则钦，号士芗，一作士香，本籍江苏吴江黎里，寄籍顺天大兴，清朝官员。

## 履歷
道光二十四年（1844年）顺天乡试举人出身，后由《宣宗实录》馆抄录官转任县令，分配到河南。咸丰三年，太平军入侵河南，河南巡抚陆应谷派遣蒯贺荪督师省城开封，成功抵禦入侵，因此受到表彰。同年七月，迁祥符县中丞，不久改知固始县，蒯贺荪在固始县大破捻军，一路乘胜追击至安徽阜阳。蒯贺荪在固始县任内还重修水利，兴办义学，建立养老院和孤儿院。
咸丰四年，候补永宁县知縣，因父亲病死未能赴任，旋即长官以河南军情夺情，蒯贺荪也凭借剿捻军功升任光州直隶州知州。当时光州形势危急，周邊多縣淪陷，捻军正在攻打光州城，蒯贺荪于是率领军队从固始驰援解围。咸丰七年、八年，捻军两度进攻固始，蒯贺荪与女婿張曜率军成功固守，因功升任知府。同治元年，再凭军功升南汝光道，在任內打通了境内驿道，次年补南汝光道，后会同僧格林沁办理湘军、淮军粮饷运输，受到李鸿章举荐布政使。同治七年，升任河南按察使，次年回任道台。同治十年，补浙江按察使。光绪元年（1875年），病死浙江任上。